# Колонізація Титана

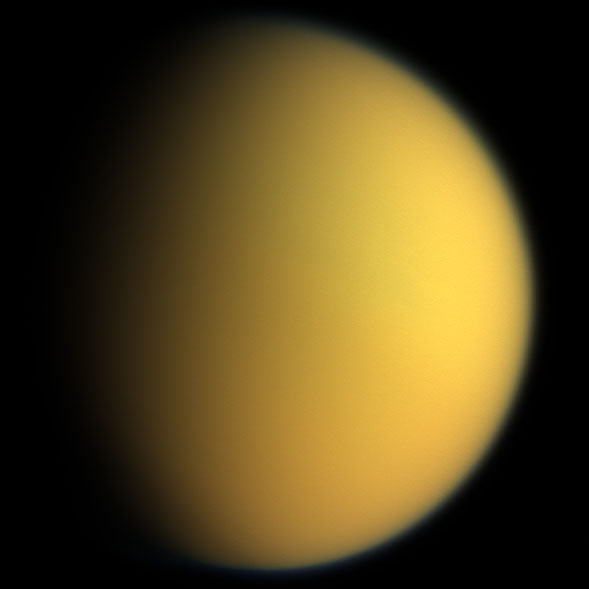
Супутник Сатурна Титан у природних кольорах

Титан  — найбільший супутник Сатурна — є одним із кандидатів на колонізацію в зовнішній частині Сонячної Системи. Одна з причин інтересу до колонізації супутника — наявність на ньому вуглеводнів, на яких нині працює велика частина земної техніки. У процесі колонізації Титана також слід враховувати можливість наявності рідких органічних сполук і навіть некисневого життя. Поточні плани флагманської програми НАСА (Outer Planet Flagship) підтверджують, що Титан поряд з Енцеладом є найбільш пріоритетними цілями для подальшої розвідувальної місії (орієнтовно в сер. 2020-х), а за нею — перспективно можливого польоту людського екіпажу.

## Оцінки перспектив колонізації Титана

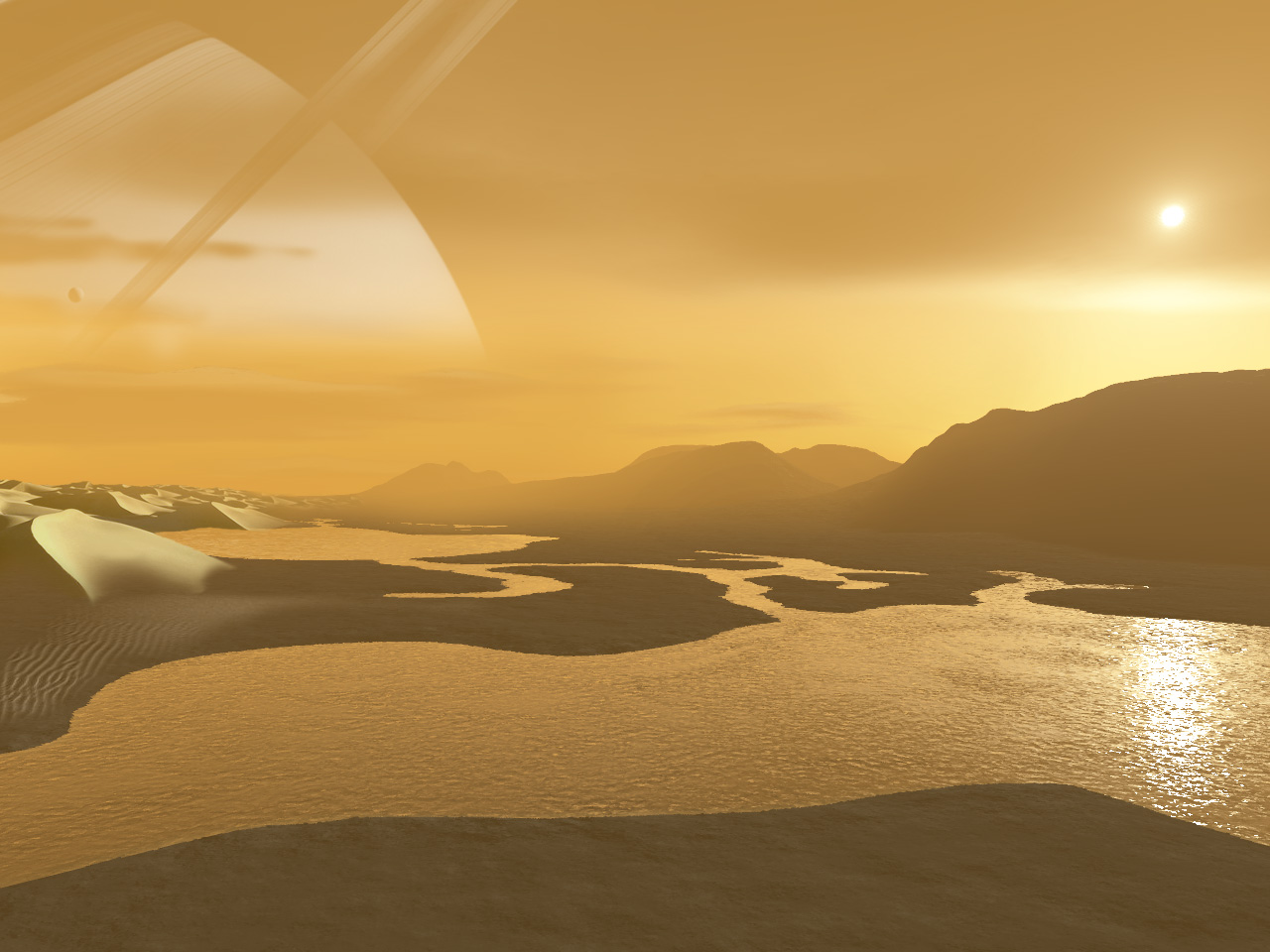
Художнє уявлення поверхні Титана з дюнами, озерами, каналами й Сатурном на задньому плані

За оцінкою Європейського космічного агентства, рідких вуглеводнів на поверхні Титана в сотні разів більше, ніж нафти й природного газу на Землі. Розвідані запаси природного газу на Землі становлять близько 130 млрд тонн, що достатньо для забезпечення електроенергією всієї території Сполучених Штатів для побутових систем опалення, охолодження й освітлення протягом 300 років. Це еквівалентно кількості палива в кожному з десятків метаново-етанових озер Титана.

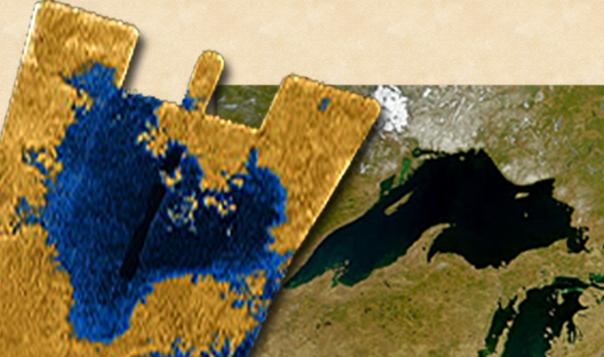
Море на Титані (ліворуч) у порівнянні з Озеро Верхнє (Великі озера) (праворуч)

Як відзначає Майкл Анісімов, футуролог, засновник руху «За прискорення майбутнього», Титан має всі основні елементи необхідні для життя — вуглець, водень, азот і кисень. Його колосальні запаси вуглеводнів могли б служити відмінним джерелом енергії для потенційних колоністів, яким не потрібно буде турбуватися про космічне випромінювання завдяки щільній атмосфері. Випромінювання радіаційного пояса Сатурна значно м'якше, ніж Юпітера. Атмосфера Титана настільки щільна, що польоти над ним стануть основним способом пересування. Її тиск приблизно дорівнює тому, який відчувають на собі дайвери на глибині 5 метрів. Її температура вимагає використання скафандрів. Ще одна проблема — наявність у ній ціанистого водню, здатного вбити людину за кілька хвилин навіть при таких низьких концентраціях. Однак це не заважає Титану вважатися найперспективнішою ціллю колонізації у зовнішній Сонячній системі.
У науковому огляді The Space Monitor наголошується, що Титан являє собою ідеальне місце для виживання людини. Вода і метан, наявні на Титані, можуть бути використані і як паливо для ракет, і для забезпечення життєдіяльності колонії. Азот, метан і аміак можуть бути використані як джерело добрив для вирощування харчових продуктів. Воду можна використовувати для пиття і генерування кисню. З огляду на неминуче вичерпання запасів нафти на землі і пошуків альтернативного джерела енергії, Титан може стати основною ціллю майбутньої світової економіки. Якщо коли-небудь буде зроблено прорив у термоядерній енергетиці, людству знадобляться дві речі, яких мало на Землі: гелій-3 і дейтерій. Сатурн має відносно високі обсяги цих ресурсів, а Титан може послужити проміжним пунктом для початку видобутку й подальшого транспортування гелію-3 і дейтерію з Сатурна.
Перспективи колонізації Титана розглядаються американськими вченими нерозривно з колонізацією іншого супутника Сатурна — Енцелада, оскільки і Титан, і Енцелад мають колосальний потенціал до колонізації і тисячі місць для створення поселень, які можуть стати постійним місцем проживання колоністів.